# Gare de Clavier
La gare de Clavier est une ancienne gare ferroviaire belge de la ligne 126, de Statte à Ciney, située à Val Clavia, sur la commune de Clavier, dans la province de Liège en Région wallonne.

## Situation ferroviaire
La gare de Clavier était située au point kilométrique (pk) 17,50 de la ligne 126, de Statte à Ciney entre le point d'arrêt de Modave-Village et la gare d'Havelange.

## Histoire
La section de Modave à Ciney, construite par la Société anonyme du chemin de fer Hesbaye-Condroz, est inaugurée par les Chemins de fer de l'État belge le 1er février 1877. La station de Clavier se trouve dans le village de Val Clavia à la sortie de l'éprouvante montée au sud de Modave. Le chef-lieu de la commune (Clavier) se trouve à quatre kilomètres.
La ligne de Huy-Sud à Ciney ferme aux voyageurs en 1962 et le trafic des marchandises prend fin en 1964 sur la section de Marchin à Clavier, cette gare continue à être desservie depuis Ciney mais la ligne est définitivement déclassée en 1973. Les rails, entretenus a minima en vue d'une hypothétique réouverture pour des raisons stratégiques, sont finalement arrachés en 1999.
Un RAVeL a été aménagé sur la ligne. Le bâtiment de la gare a été réaffecté en habitation.

## Patrimoine ferroviaire
Le bâtiment des recettes correspond au type standard de la compagnie Hesbaye-Condroz, composé de trois parties : une aile de service en « L » à toit plat, un corps de logis plus large que long à pignons latéraux, et une longue aile principale de six (puis sept) travées. Il sert désormais d'habitation.

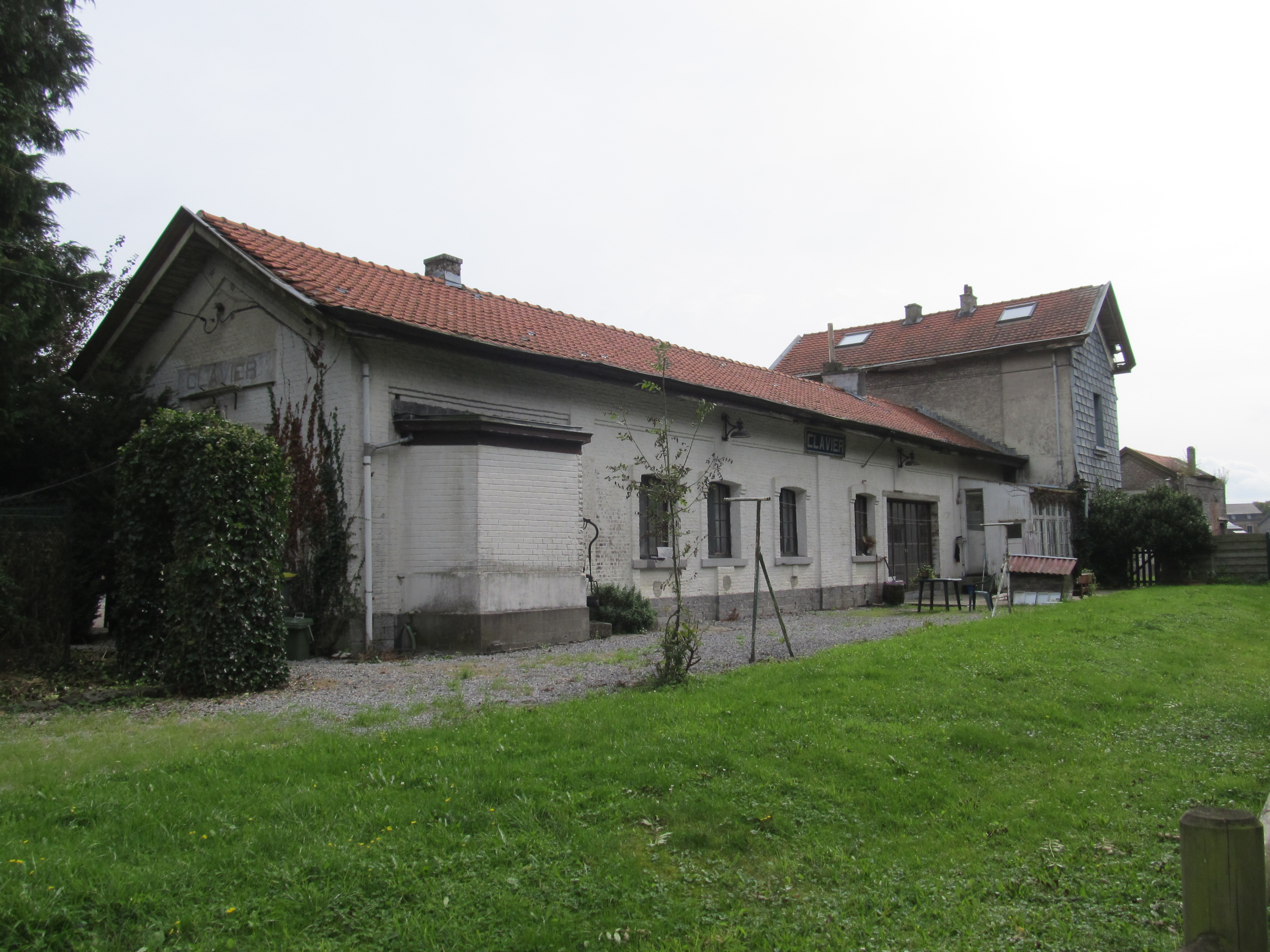
Bâtiment côté voies.
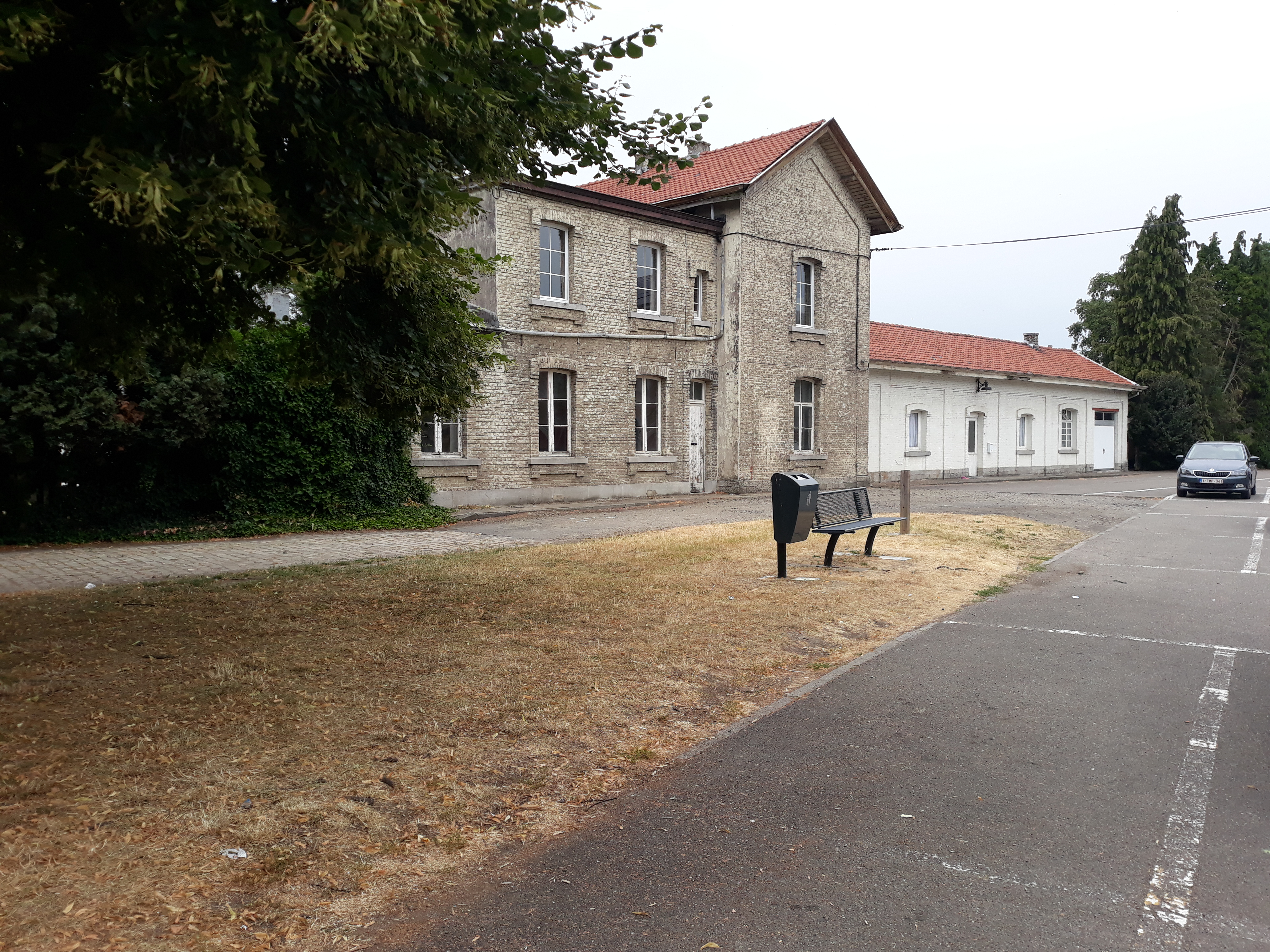
Côté rue.

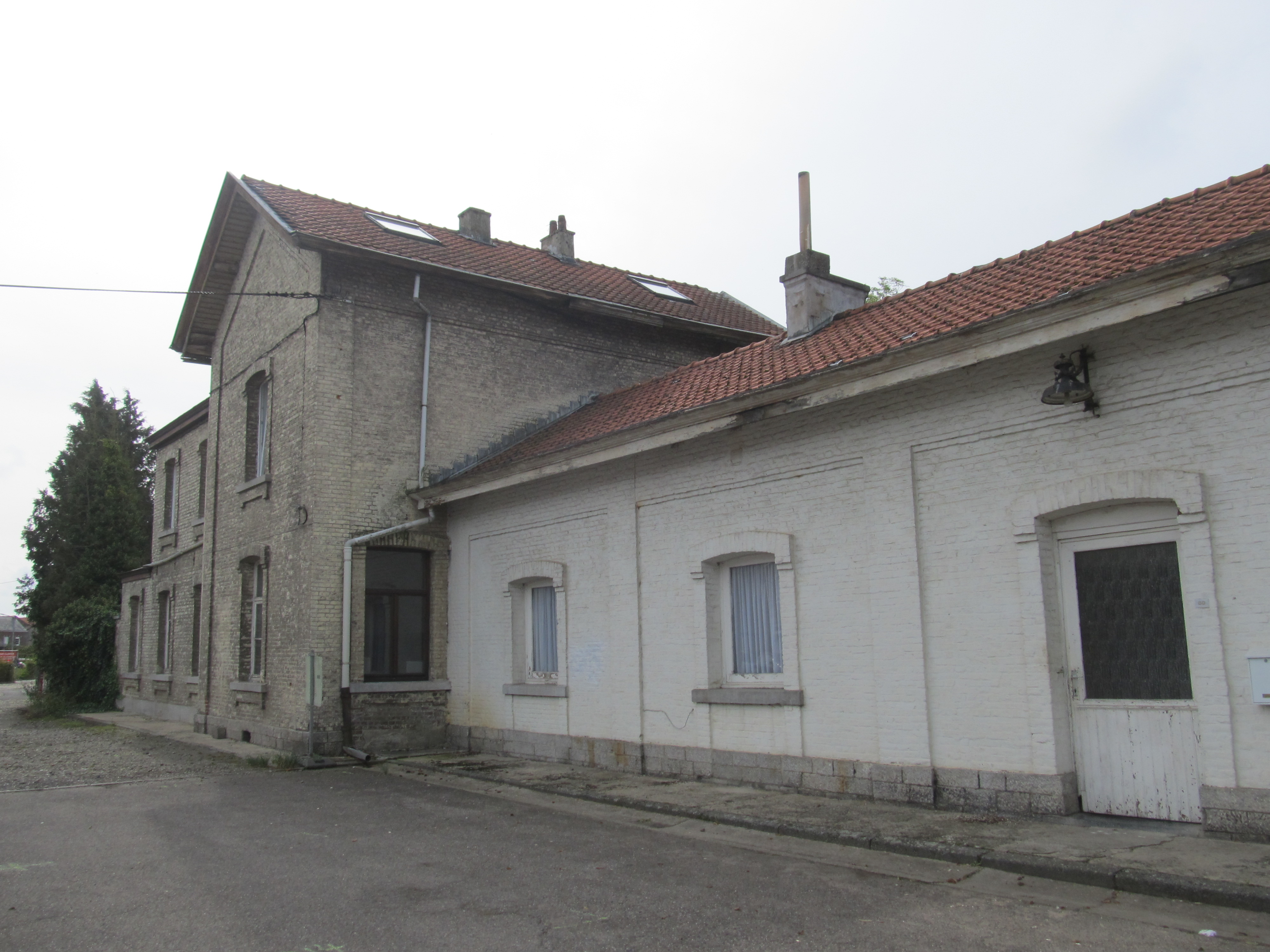
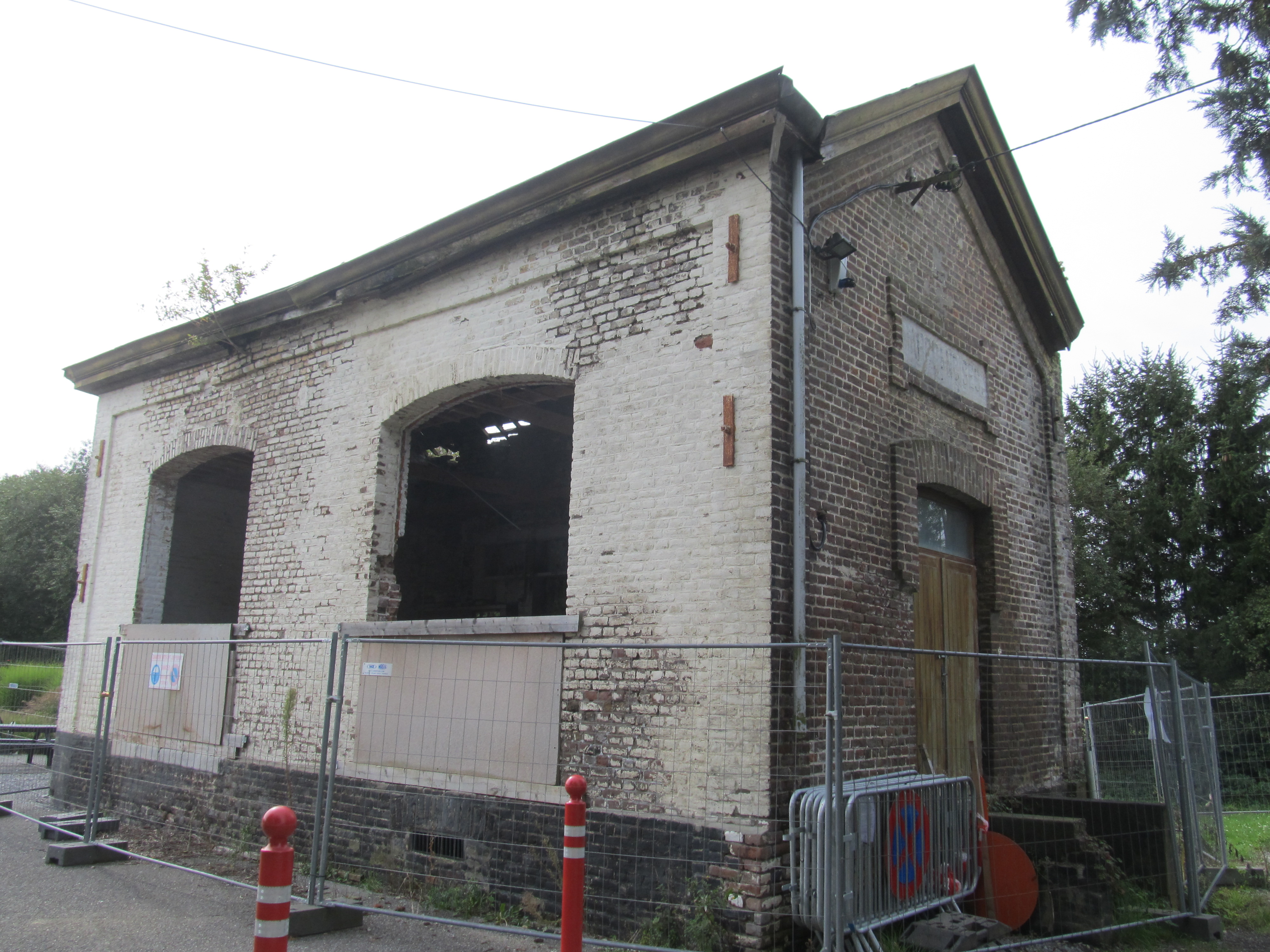
Ancienne halle aux marchandises.
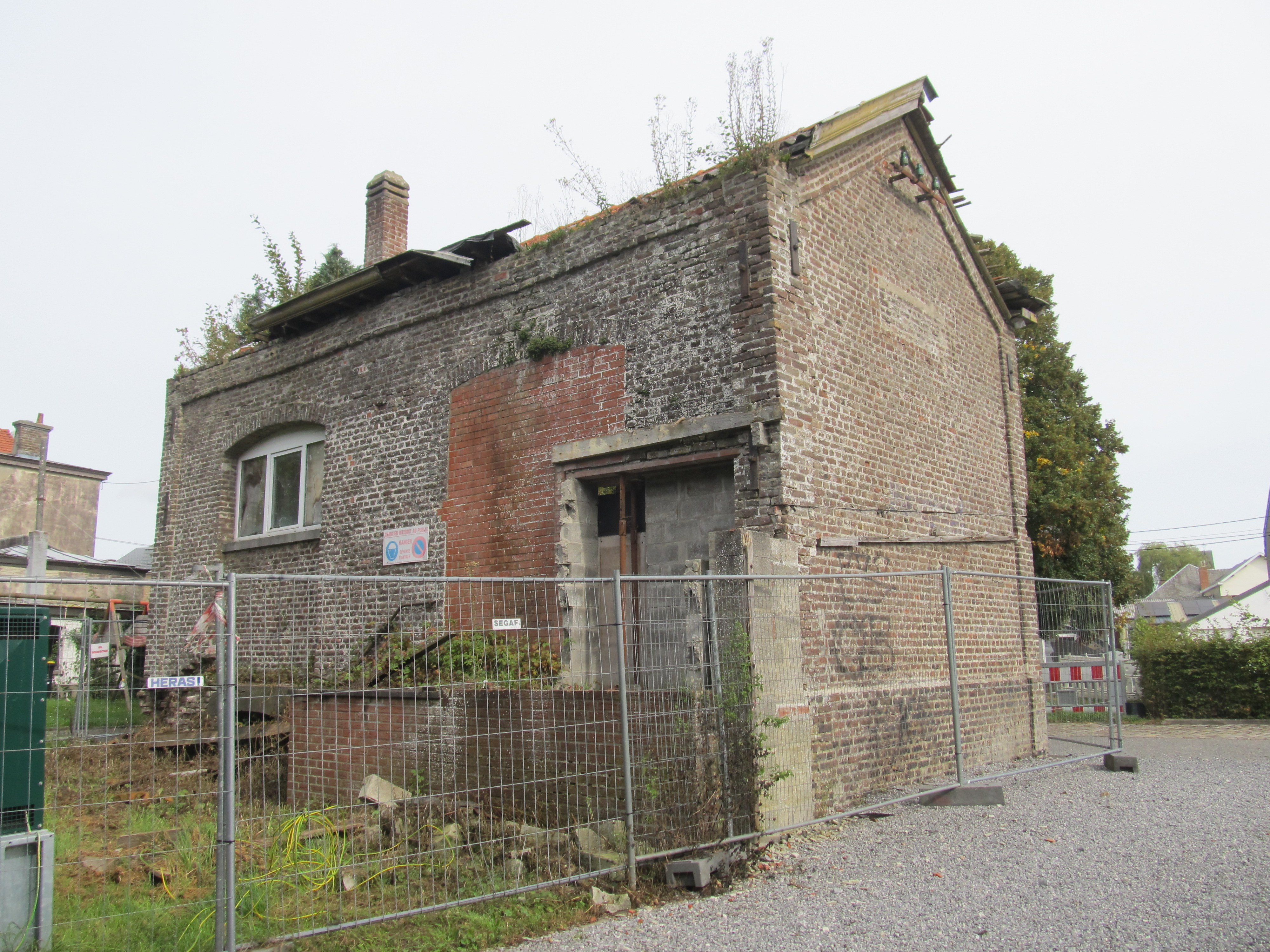